# Cezar

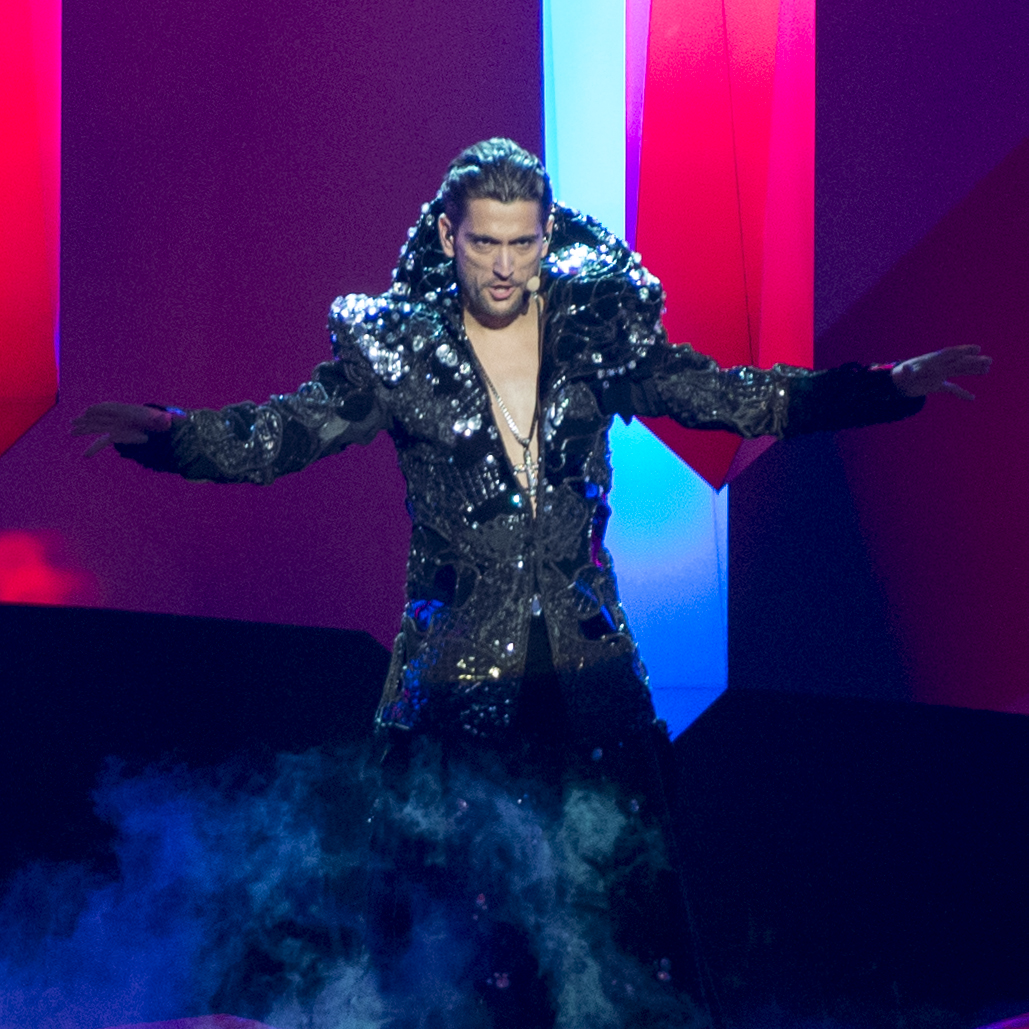
Cezar beim Eurovision Song Contest 2013

Cezar (vollständig: Florin Cezar Ouatu; * 18. Februar 1980 in Ploiești) ist ein rumänischer Countertenor.

## Leben
Cezar wurde als Sohn des Professors am Mozarteum, Florin Ouatu, geboren. Über seinen Vater kam er schon im Kindesalter mit dem Piano in Berührung. Er besuchte anschließend die „Carmen Sylva School of Arts“ in Ploiesti, sowie von 2001 bis 2004 die italienische Musikschule Conservatorio di musica „Giuseppe Verdi“ di Milano in Mailand, wo er Barockmusik studierte.

### Karriere
Er feierte 2003 im renommierten Teatro La Fenice sein Bühnendebüt und gewann 2003 den International Singing Contest Francisco Viñas, als „Best Countertenor“.
Danach war er auf europäischen Bühnen als Countertenor bei den Musikfestspielen Potsdam und der Lausanner Oper als Nireno in Giulio Cesare zu erleben. Es folgten weitere Auftritte auf den Bühnen in Barcelona, Dresden, Mailand, Monaco und San Marino, wo er mehrere Auszeichnungen bekam. Im Oktober 2011 zierte er das Cover des Magazins Das Opernglas, welches ihm für ein Interview mehrere Seiten widmete. Am 25. Mai 2013 trat er gemeinsam mit Andrea Bocelli bei dessen Konzert in Romexpo auf.

### Eurovision Song Contest
Er nahm bei der Selecția Națională 2013, dem rumänischen Vorentscheid zum Eurovision Song Contest 2013 teil und konnte sich mit dem Opera-Popsong It´s my Life gegen 31 Konkurrenten durchsetzen und vertrat sein Land beim Wettbewerb in Malmö. Dort erreichte er mit 65 Punkten den 13. Platz im Finale.